# Bright/Kauffman/Crane Productions
Bright/Kauffman/Crane Productions este o companie de producție cinematografică creată de Kevin Bright, Marta Kauffman și David Crane. Principala realizare a companiei este sitcom-ul de la NBC Friends, difuzat între anii 1994 și 2004. Alte seriale produse de Bright/Kauffman/Crane sunt Veronica's Closet și Jesse.